# Schempp-Hirth Nimbus
Pour les articles homonymes, voir Nimbus.

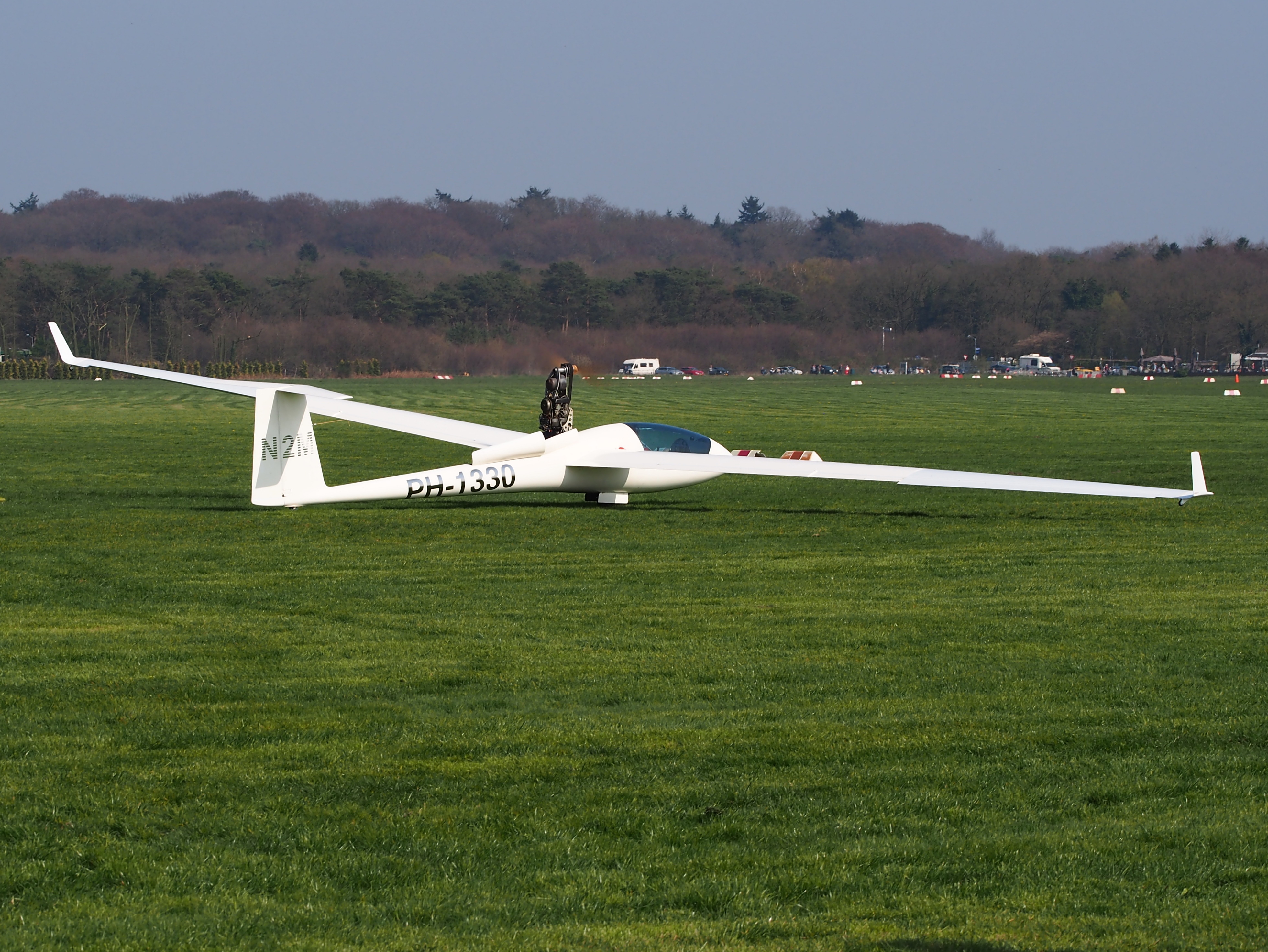
Un modèle de planeur Schempp-Hirth Nimbus

Le Schempp-Hirth Nimbus était un prototype de planeur de classe FAI Open, conçu par Klaus Holighaus et fabriqué par Schempp-Hirth. Son premier vol a été effectué en 1969.

## Histoire
Le Nimbus, ou également appelé le Schempp-Hirth HS-3 Nimbus, était un prototype de planeur qui servit de base pour les autres planeurs Nimbus qui suivirent, le Nimbus-2 étant le suivant.
Pour ce prototype, Klaus Holighaus utilisa le fuselage du Cirrus comme base et développa une nouvelle voilure, en 3 partie, pour une envergure totale de 22 mètres. Le planeur vola pour la première fois en 1969.
En raison d'un effet du gouvernail trop faible et de l'absence d'aérofreins, l'aéronef était difficile à manœuvrer et à faire atterrir. Ce dernier a, d'ailleurs, été endommagé à de nombreuses reprises. 
En dépit de ses problèmes et limites techniques, le planeur réalisa des vols marquants malgré ses difficultés, avec une des meilleures finesses de son époque, de 51:1 à 90 km/h, et un taux de chute minimum de seulement 0,43 m/s.
Le pilote américain George Moffat vola sur le Nimbus-1 en 1970 en vue du titre de champion du monde dans les Marfa au Texas. Malgré de grands problèmes de maniement, liés au gouvernail, il parvint à obtenir la première place. 
Un seul planeur de ce type a été construit et servit de base pour les Nimbus suivants.
Tous les Nimbus qui suivirent, possédèrent une envergure supérieure à 20 mètres (Classe Open Course), excepté le Mini Nimbus (15 mètres).

## Sources
- Sailplane Directory
- Site de la société de construction Schempp-Hirth ((en) et (de), voir aussi version française sous Schempp-Hirth)